# Гунцовце
Гунцовце (словац. Huncovce) — село в Словаччині, Кежмарському окрузі Пряшівського краю. 

## Географія
Розташоване на півночі східної Словаччини в Попрадській угловині в долині річки Попрад. Протікає Жаковський потік.

## Історія
Вперше село згадується у 1257 році.

## Пам'ятки культури
- римо-католицький костел з 13 століття збудований первісно в романському стилі, перебудований у готичному стилі в 14—15 століттях, інтер'єр в стилі бароко—класицизму з 17— 19 століть
- протестантський костел з 1859 року
- синагога з 1821 року.

## Населення
| Рік:            | 1994. | 2004.    | 2014.    | 2024.   |
| --------------- | ----- | -------- | -------- | ------- |
| Кількість осіб: | 1939  | 2396     | 3014     | 3209    |
| Різниця:        |       | +23,56 % | +25,79 % | +6,46 % |

| Рік:            | 2023. | 2024.   |
| --------------- | ----- | ------- |
| Кількість осіб: | 3162  | 3209    |
| Різниця:        |       | +1,48 % |

В селі проживає 2646 осіб.
Національний склад населення (за даними останнього перепису населення — 2001 року):
- словаки — 80,19 %
- цигани — 19,06 %
- німці — 0,22 %
- угорці — 0,09 %
- русини — 0,04 %
- українці — 0,04 %
- чехи — 0,04 %
- поляки — 0,04 %

Склад населення за приналежністю до релігії станом на 2001 рік:
- римо-католики — 94,45 %,
- греко-католики — 1,28 %,
- протестанти — 0,79 %,
- православні — 0,09 %,
- не вважають себе віруючими або не належать до жодної вищезгаданої церкви — 3,17 %